# Stagmatoptera luna
Stagmatoptera luna är en bönsyrseart som beskrevs av Jean Guillaume Audinet Serville 1839. Stagmatoptera luna ingår i släktet Stagmatoptera och familjen Mantidae. Inga underarter finns listade i Catalogue of Life.